# Vasilikī (Tessaglia)
Vasilikī (in greco Βασιλική?) è un ex comune della Grecia nella periferia della Tessaglia di 2 461 abitanti secondo i dati del censimento 2001.
È stato soppresso a seguito della riforma amministrativa detta Programma Callicrate in vigore dal gennaio 2011 ed è ora compreso nel comune di Kalambaka.

## Storia
Ali Pasha diede a Kyra-Vasiliki (1793-1834) l'antico villaggio di Voevoda o Voivoda, che da allora ha preso il nome, come cascina. Successivamente e fino alla liberazione della Tessaglia, il paese divenne la fattoria di Valide sultana (madre del sultano). Vasiliki, per espiare il suo matrimonio con il non religioso Ali, costruì cinque chiese nella pianura della Tessaglia: una di queste era la chiesa di Agios Nikolaos. Per la sua costruzione, sempre secondo tradizione, Ali Pascià mandò il maestro artigiano di Samblo. L'inaugurazione dell'Ag. Nikolaou, che è una chiesa cruciforme con cupola, fu costruita il 12 maggio 1818. Sulla parete esterna della nicchia del santuario, sopra un piccolo arco, è rappresentata la figura della Lady-Basiliki. Inoltre, la tradizione testimonia che, quando Ali Pascià cedette il voivodato a Vasiliki, nel villaggio fu costruito un fossato, che definiva l'asilo per i cristiani perseguitati dai turchi.

## Altre informazioni
Vasiliki ha una squadra di calcio chiamata "Keravnos", che gareggia nel gruppo A' della categoria amatoriale A1 di Trikala. Anche il padre del calciatore internazionale Jose Holebas, che gioca per l'Olympiakos Pireo, è originario di Vasiliki, così come Petros Panagiotopoulos, nonno del noto fisico-teologo Petros Panagiotopoulos.

## Fonti
```
 A. Exarchou: Voivodato~Vasiliki: Storia e Folclore, pubblicazioni "Genesi"
```

```
 Comune di Kalambaka - Unità municipale di Vasiliki[link morto]
```

```
 3kala.gr - Vassiliki
```